# Османели
Османели (тур. Osmaneli) — город в провинции Биледжик Турции. Его население составляет 13,863 человек (2009). Высота над уровнем моря — 186 м.